# Arnold Schönberg
Arnold Franz Walther Schönberg (IPA: [ˈaːɐ̯nɔlt fʁant͡s ˈʃøːnbɛɐ̯k]; Vienna, 13 settembre 1874 – Los Angeles, 13 luglio 1951) è stato un compositore e pittore austriaco naturalizzato statunitense.
È stato uno tra i primi, nel XX secolo, a scrivere musica al di fuori dalle regole del sistema tonale, ed è stato, con Josef Matthias Hauer, uno dei teorici del metodo dodecafonico, basato su una sequenza (detta serie, da cui il termine musica seriale) comprendente tutti i dodici suoni della scala musicale cromatica temperata. Fu buon amico del compositore e direttore d'orchestra Alexander von Zemlinsky.

## Biografia
Schönberg nacque a Vienna il 13 settembre del 1874 da una famiglia colta ebraica che gli impartì le prime nozioni musicali. Il padre Samuel aveva un negozietto di scarpe e viveva molto spesso di espedienti. Il piccolo Arnold fu prevalentemente educato nelle lettere da un modesto insegnante di francese che era conosciuto a Vienna, in particolare, come poeta dilettante. I suoi due fratelli invece, Ottilie e Heinrich, si cimentarono ben presto nella musica, tanto che Heinrich in seguito intraprenderà la strada del canto divenendo un famoso basso, impegnato anche in alcuni lavori del fratello. 
All'età di otto anni, grazie a un compagno di scuola, Schönberg scoprì il violino e iniziò con grande entusiasmo a studiarlo; le uniche musiche che gli capitavano davanti erano dei piccoli studi per uno o due violini di Pleyel e di Viotti. Nel giro di qualche anno era già in grado di suonarli, e iniziava a cimentarsi quindi nella composizione di brevi pezzetti per duo. Qualche tempo dopo, conosciuto un altro compagno di scuola che suonava la viola, si spinse ancora oltre nella composizione ed era già in grado di scrivere dei piccoli trii per 2 violini e viola.
Intorno al 1889, quando aveva 15 anni, Schönberg fu costretto, a causa di un tracollo economico famigliare, a lasciare la scuola: il padre era morto, e per sopravvivere s'impiegò come commesso in una piccola banca privata viennese. Lascerà l'impiego bancario solo cinque anni dopo, quando, consigliato dall'amico pianista Joseph Labor, si trasferirà per un breve periodo a Berlino, e lì avrà modo di ampliare le proprie potenzialità compositive presso alcuni noti locali pubblici del tempo. Il cabaret dello Überbrettl fu in un certo senso il suo primo trampolino di lancio, affiancato in quel periodo da altri intellettuali berlinesi di tendenze rivoluzionarie.
Dal 1903 insegnò armonia e contrappunto a Vienna. In seguito si trasferì in Francia dove compose nel 1912 il Pierrot Lunaire: un ciclo basato su 21 poesie ispirate alla celebre maschera francese d'origine bergamasca; in esse il compositore introduce un tipo di canto già parzialmente introdotto nei precedenti Gurrelieder (definitivamente strumentati nel 1911) e La Mano felice: lo Sprechgesang, il canto parlato dove l'esecutore non intona le parole, ma le declama con un vago accento musicale. 
Schönberg si dilettava anche di pittura; in questi anni venne in contatto con Vasilij Kandinskij ed espose anche con il gruppo Der Blaue Reiter. Verso il 1920 iniziò a comporre usando il metodo della dodecafonia. 
Nel 1933 fu costretto, a causa delle persecuzioni antisemitiche naziste, a trasferirsi negli Stati Uniti d'America, prima a Boston e poi a Los Angeles, dove morì nel 1951.
La sua influenza come insegnante non fu minore alla sua importanza di compositore ed ebbe tra i suoi allievi Anton Webern, Alban Berg e John Cage.

## Dodecafonia
La dodecafonia o, come Schönberg amava definirla, "metodo di composizione con dodici note poste in relazione soltanto l'una con l'altra", prevede che tutti i dodici suoni della scala cromatica appaiano lo stesso numero di volte nell'esposizione, affinché nessun suono prevalga sugli altri. Le composizioni non sono pertanto basate sul rapporto tonica-dominante e non presentano più la struttura gerarchica tipica del sistema tonale.
I principi fondamentali del metodo sono: 
- Uso del "totale cromatico": la scala diatonica è sostituita da quella cromatica; è quindi previsto l'uso di tutti i dodici suoni disponibili nella divisione dell'ottava secondo il temperamento equabile.
- Onde evitare la prevalenza di un suono sugli altri, bisogna che nessuno di essi si ripeta prima che tutti gli altri siano comparsi. All'inizio viene quindi stabilita una serie, per fissare l'ordine in cui le note devono succedersi in una determinata composizione.
- Per evitare un'eccessiva uniformità si può ricorrere ad alcuni artifici, come l'utilizzo della versione retrogradata della serie originale, o l'inversione di questa (con tutti gli intervalli disposti per moto contrario), o ancora l'inversione della versione retrogradata. Si ottengono così quattro ordini principali della serie. In più, è possibile trasporre la serie originale e le sue tre "versioni" su tutti i restanti 11 gradi della scala cromatica.

La successione degli accordi costruiti sui gradi IV, V e I di una scala maggiore o minore (formula cadenzale) fornisce all'ascoltatore il senso della tonalità di un brano. Sostituendo l'accordo di tonica con un altro grado della scala (oppure con un accordo di un'altra tonalità), si ottiene una cadenza evitata.
Modulazioni e cadenze evitate sempre più frequenti e ardite hanno portato storicamente a un affievolimento del senso tonale. Anche perché, se in un brano di cinque minuti la ripetizione del tema iniziale, nella stessa tonalità, può essere percepita come un “ritorno all'origine”, in uno molto più lungo difficilmente produce il medesimo effetto. Il massimo sviluppo del sistema tonale (fine del XIX secolo) ha coinciso con l'inizio della sua crisi.
Si consideri che i termini atonale e dodecafonico non sono sinonimi: il primo indica qualunque musica priva di riferimenti tonali, mentre il secondo si riferisce al metodo sopra descritto. Diversi compositori nel corso del Novecento hanno adottato il metodo dodecafonico. 
Il sipario tagliafuoco del Teatro dell'Opera Carlo Felice di Genova è un omaggio al compositore viennese: intitolato "Viva Schönberg" venne realizzato dallo scultore Nerone Ceccarelli in occasione della ricostruzione dell'edificio ad opera degli architetti Aldo Rossi, Ignazio Gardella e Angelo Sibilla.

## Schönberg pittore

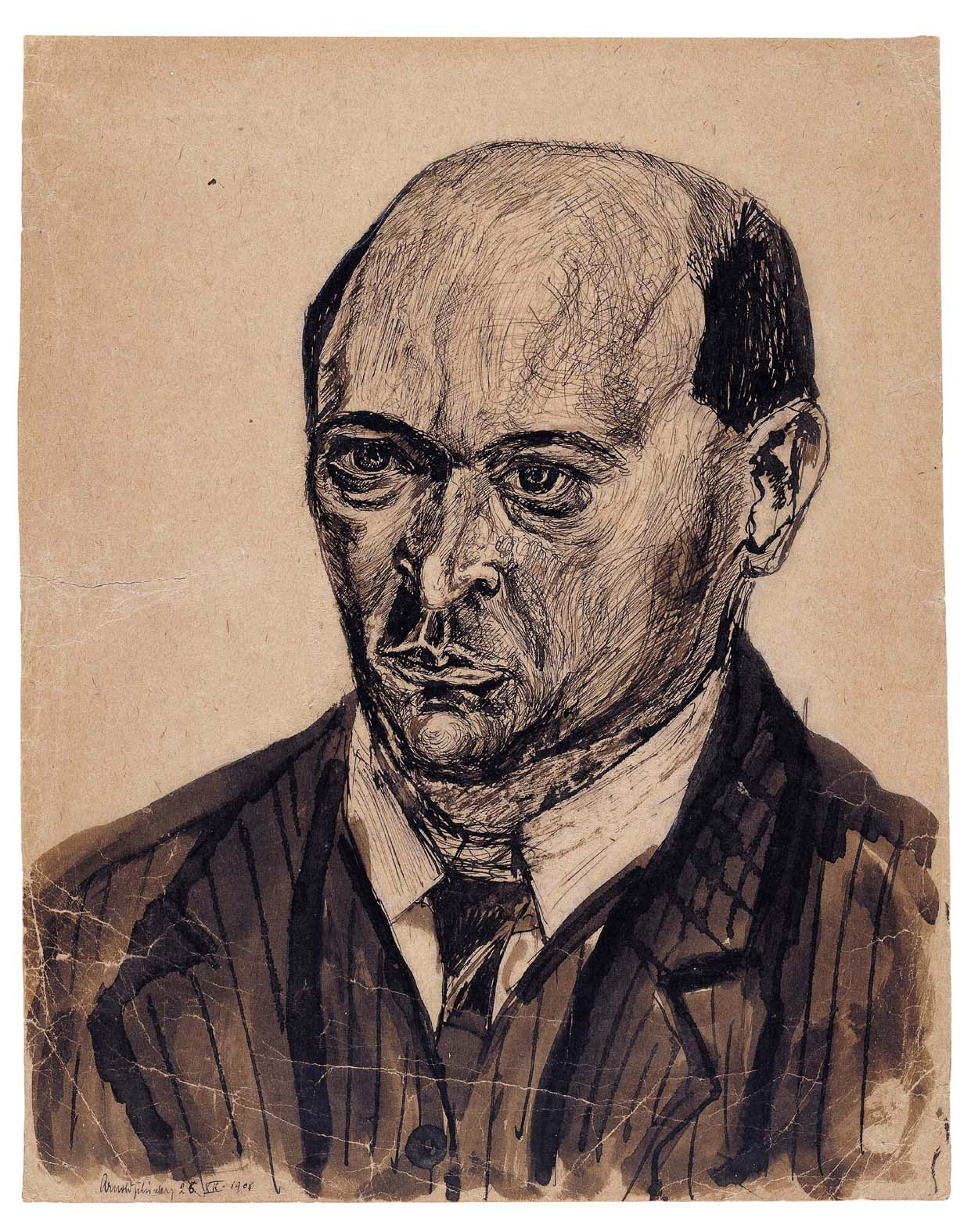
Autoritratto, 1908

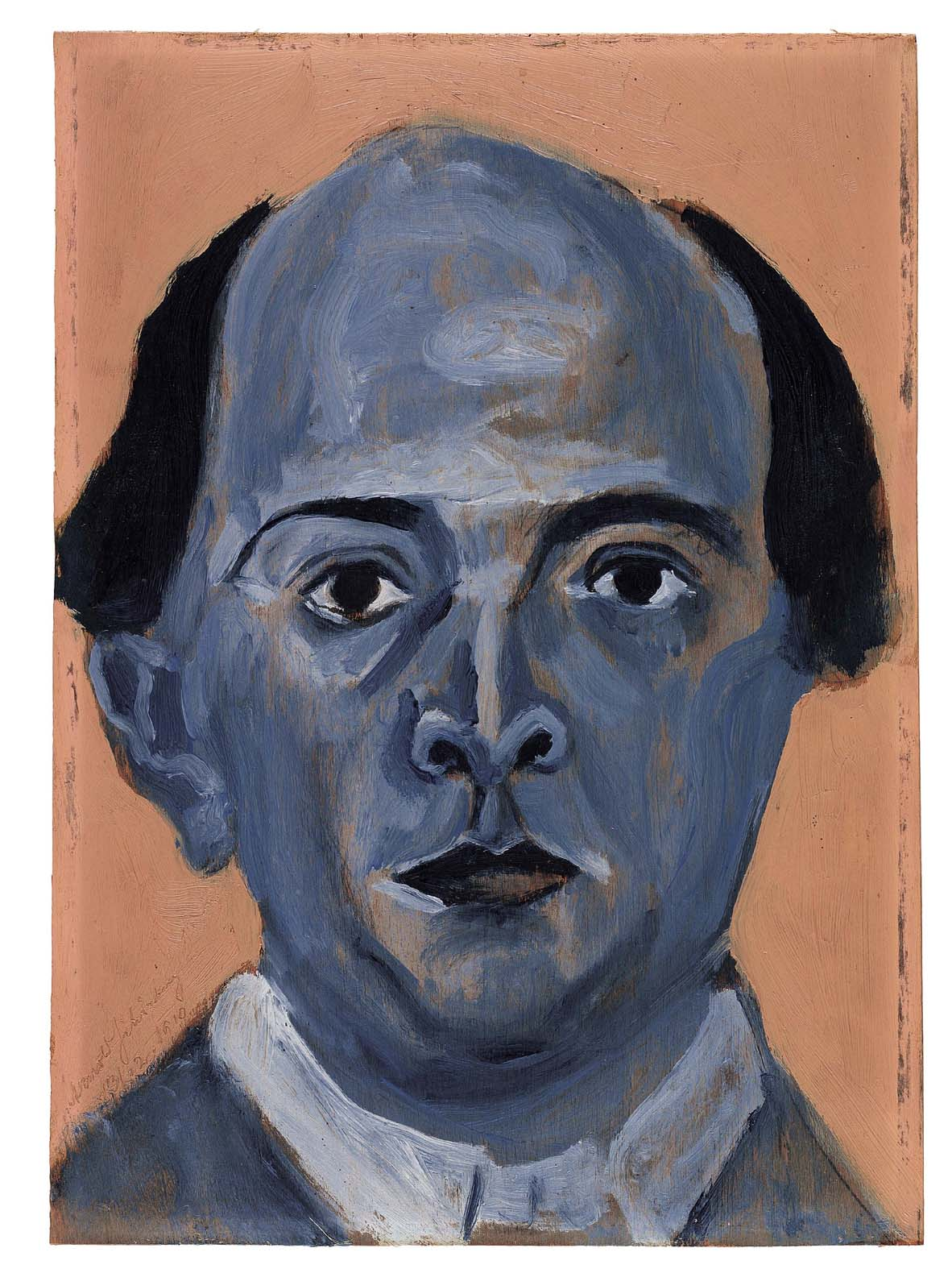
Autoritratto in blu, 1910

Per un breve periodo della sua vita, dal 1906 al 1912, Schönberg si dedicò attivamente anche alla pittura che aveva appreso a livello dilettantistico e che coltivava in privato. Nel 1910 tenne la sua prima mostra presso la libreria di Hugo Heller su impulso di quest'ultimo e con la collaborazione dell'amico Kandinskij. Fu proprio Kandinskij a coinvolgere in seguito Schönberg nel movimento Der Blaue Reiter e nelle mostre che ne accompagnavano l'attività, nello specifico con opere come Paesaggio notturno (1910) e Autoritratto (da dietro) (1911).
In tutto Schönberg realizzò 361 dipinti su diverso materiale, dalla carta alla tela, divisi in diversi generi: dagli autoritratti ai ritratti, dalle "visioni" espressive ai paesaggi, oltre a schizzi per paesaggi e scenografie per le proprie opere musicali. Nelle parole di Kandinskij la pittura di Schönberg non era finalizzata a rappresentare il bello, bensì a fissare i suoi personali sentimenti nella pittura, il risultato di una necessità interiore da esprimere attraverso l'arte.

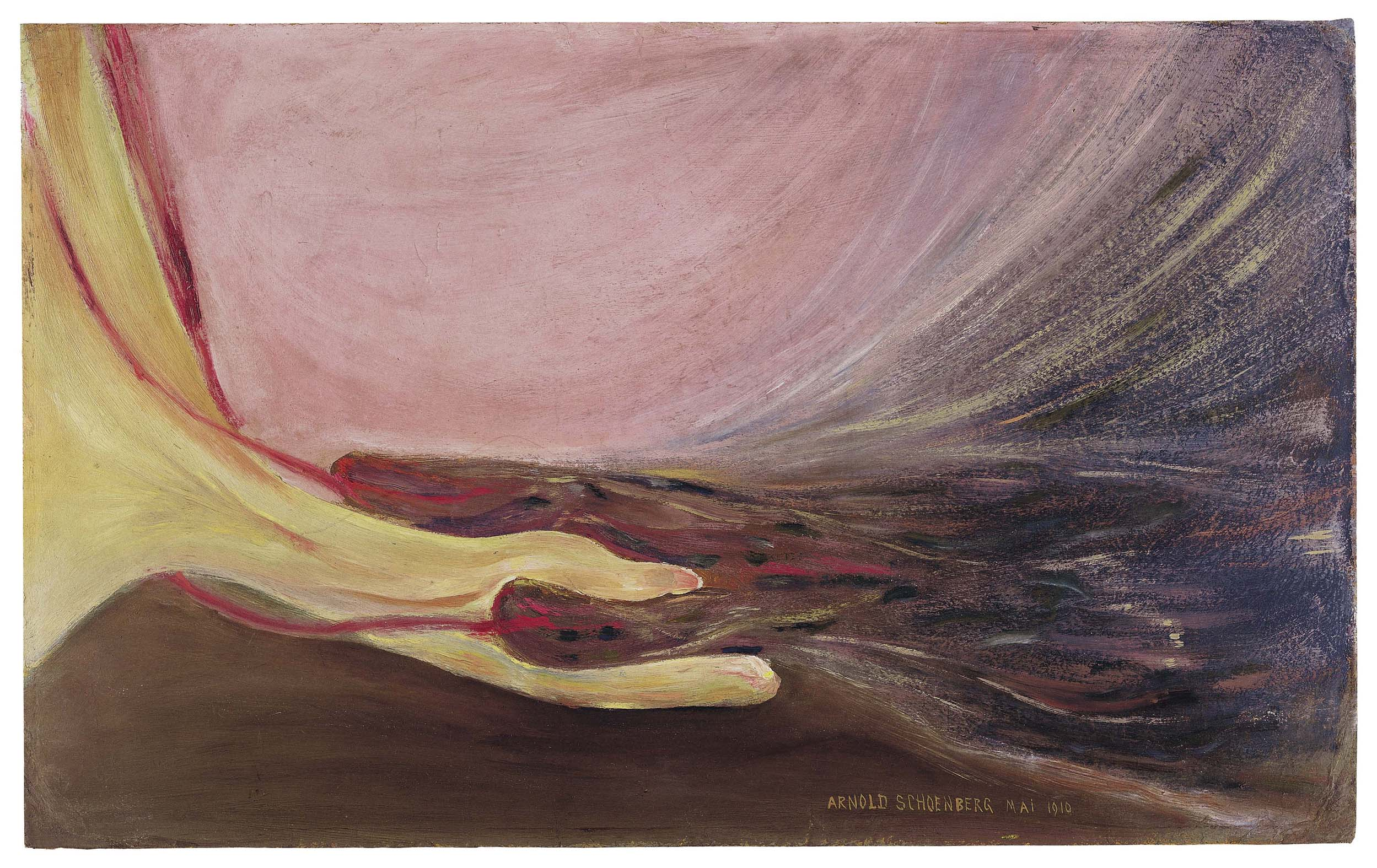
Unione, 1910
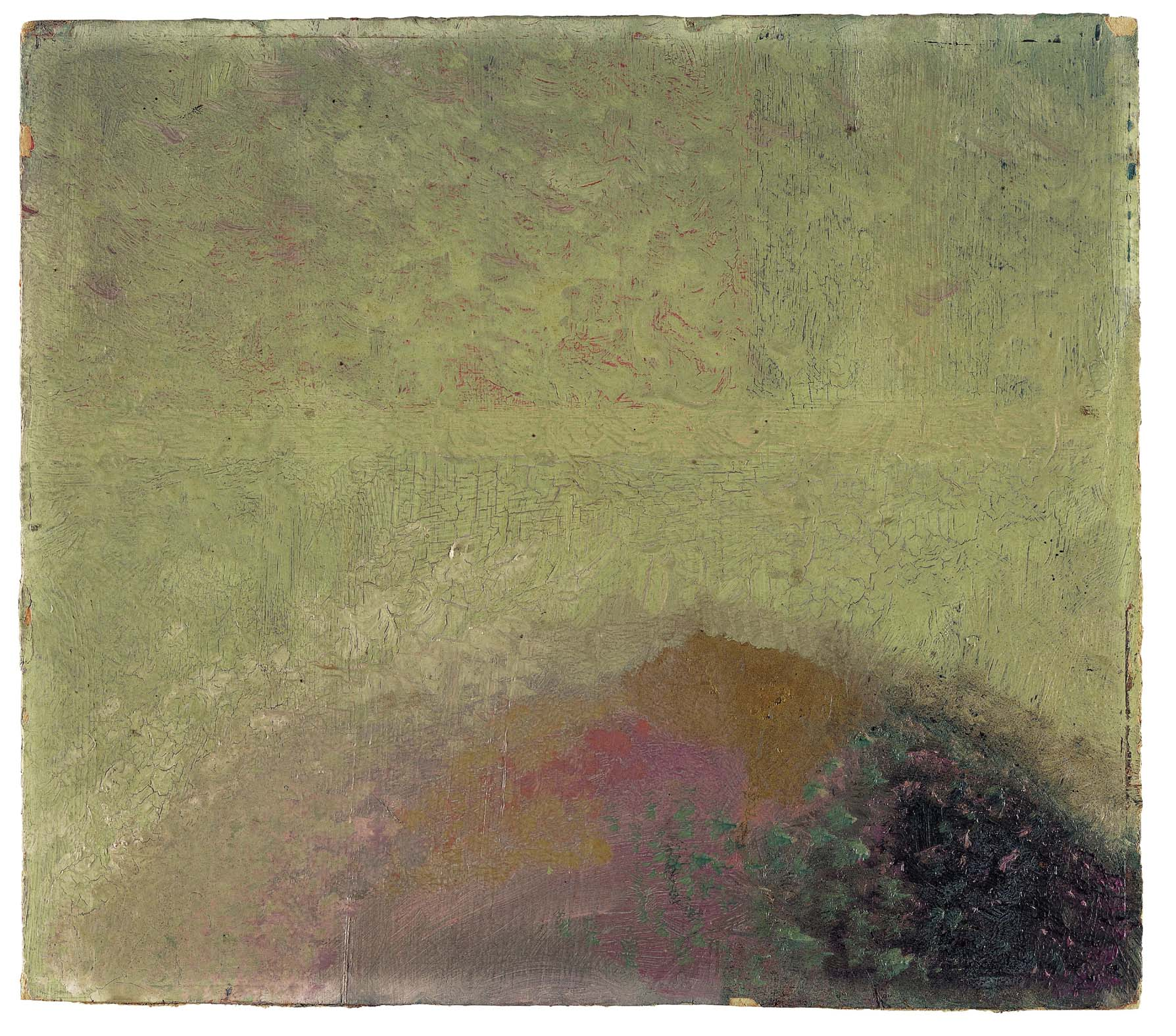
Pensiero, 1910
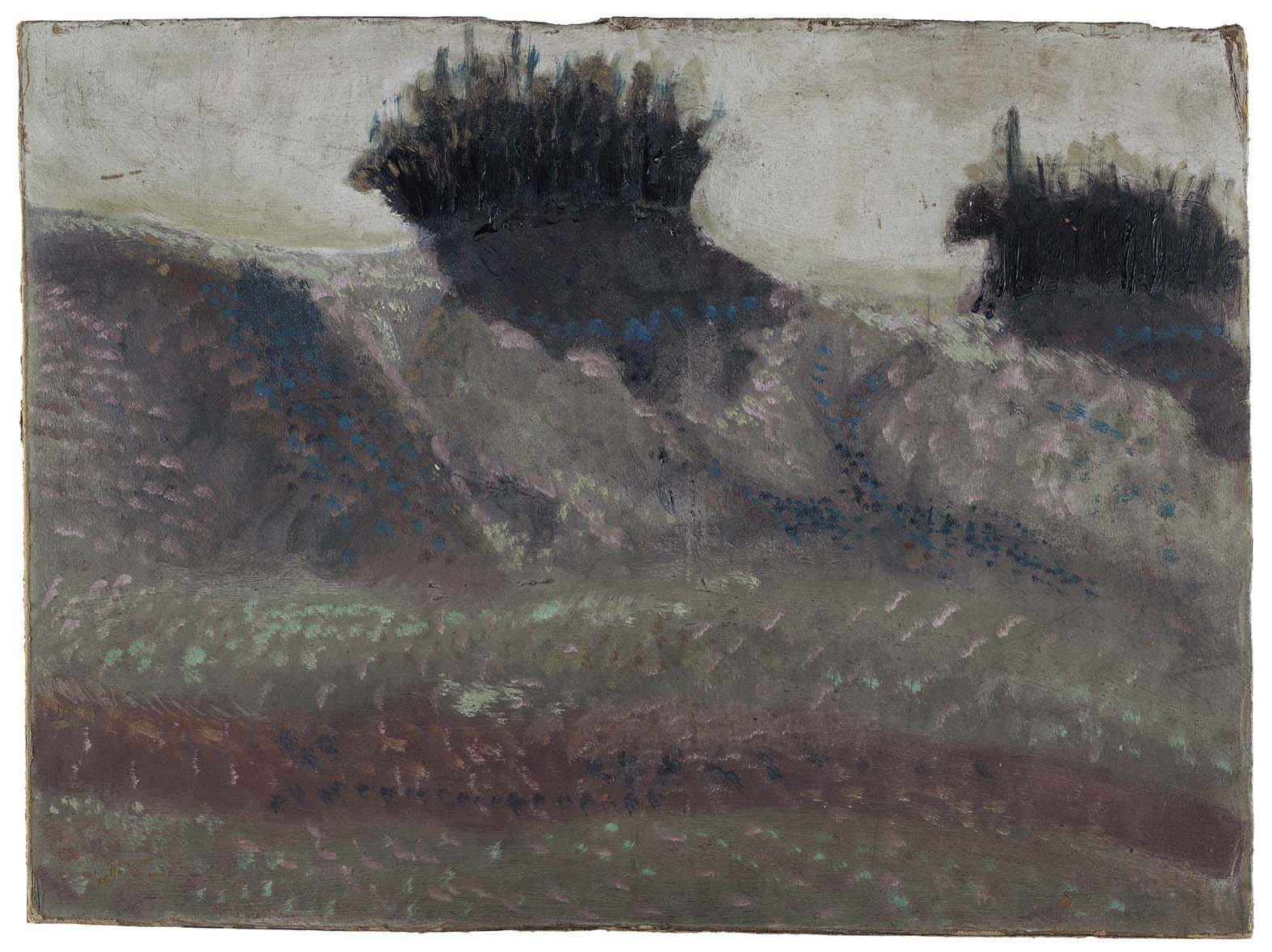
Paesaggio, 1910
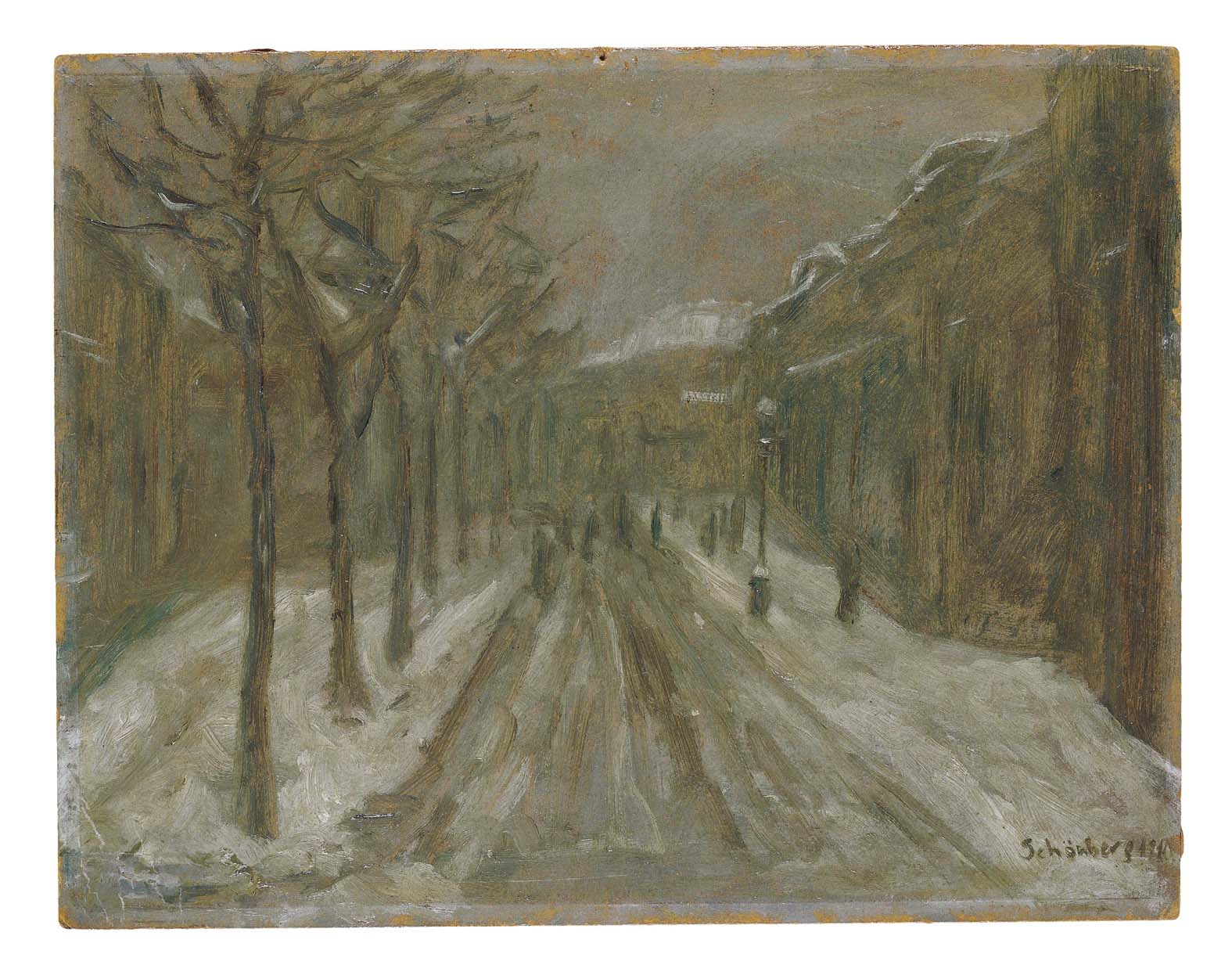
Paesaggio invernale, 1910
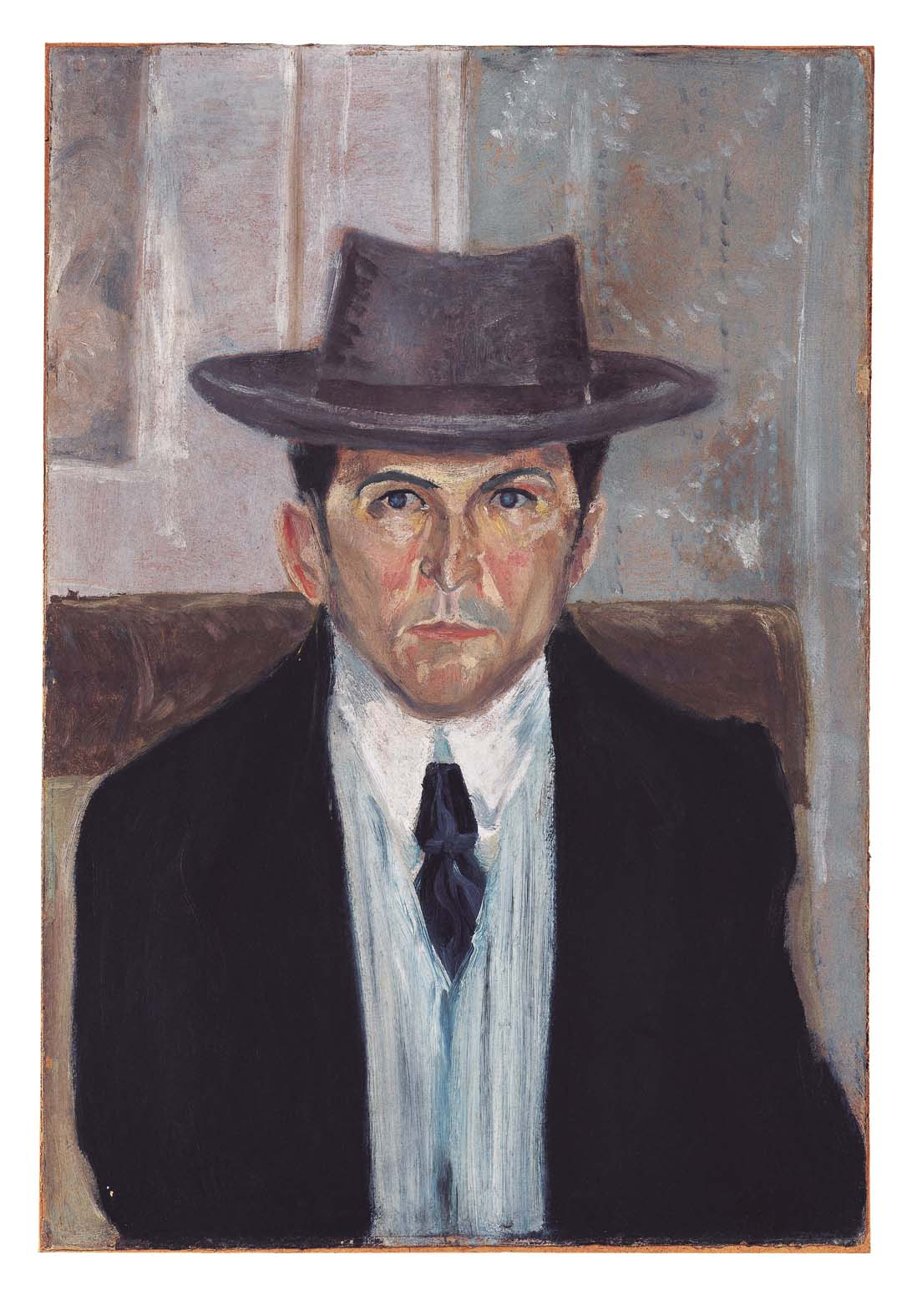
Hugo Botstiber, 1910
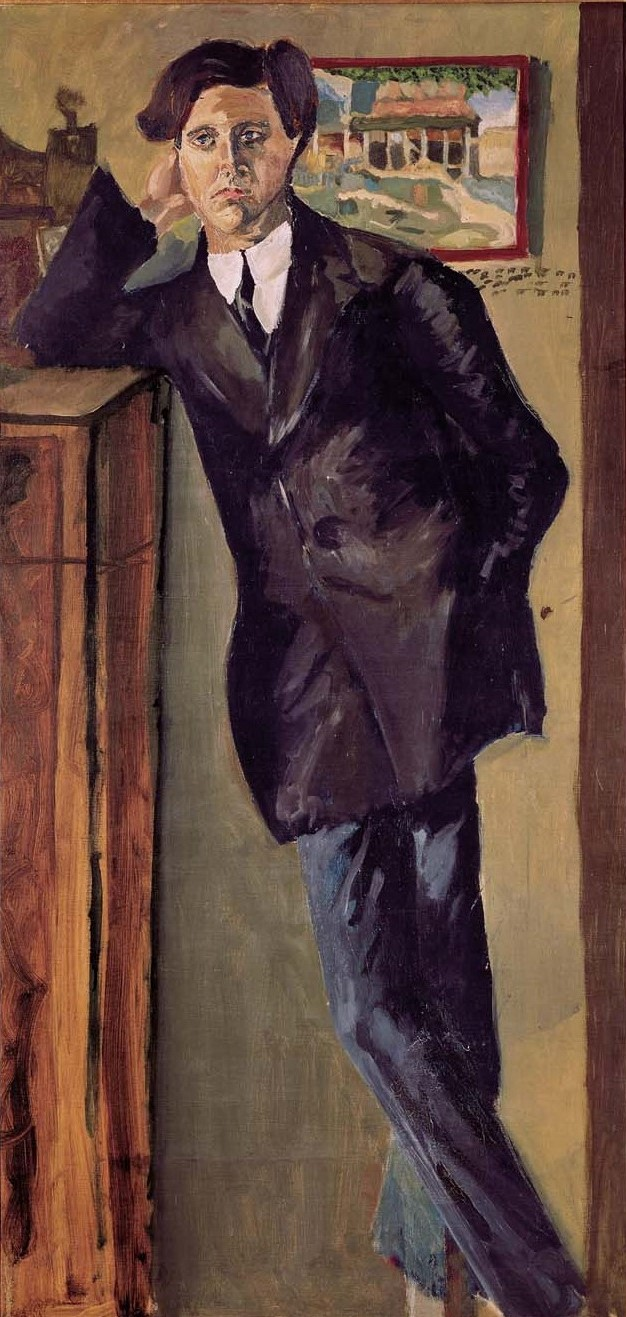
Alban Berg, 1910
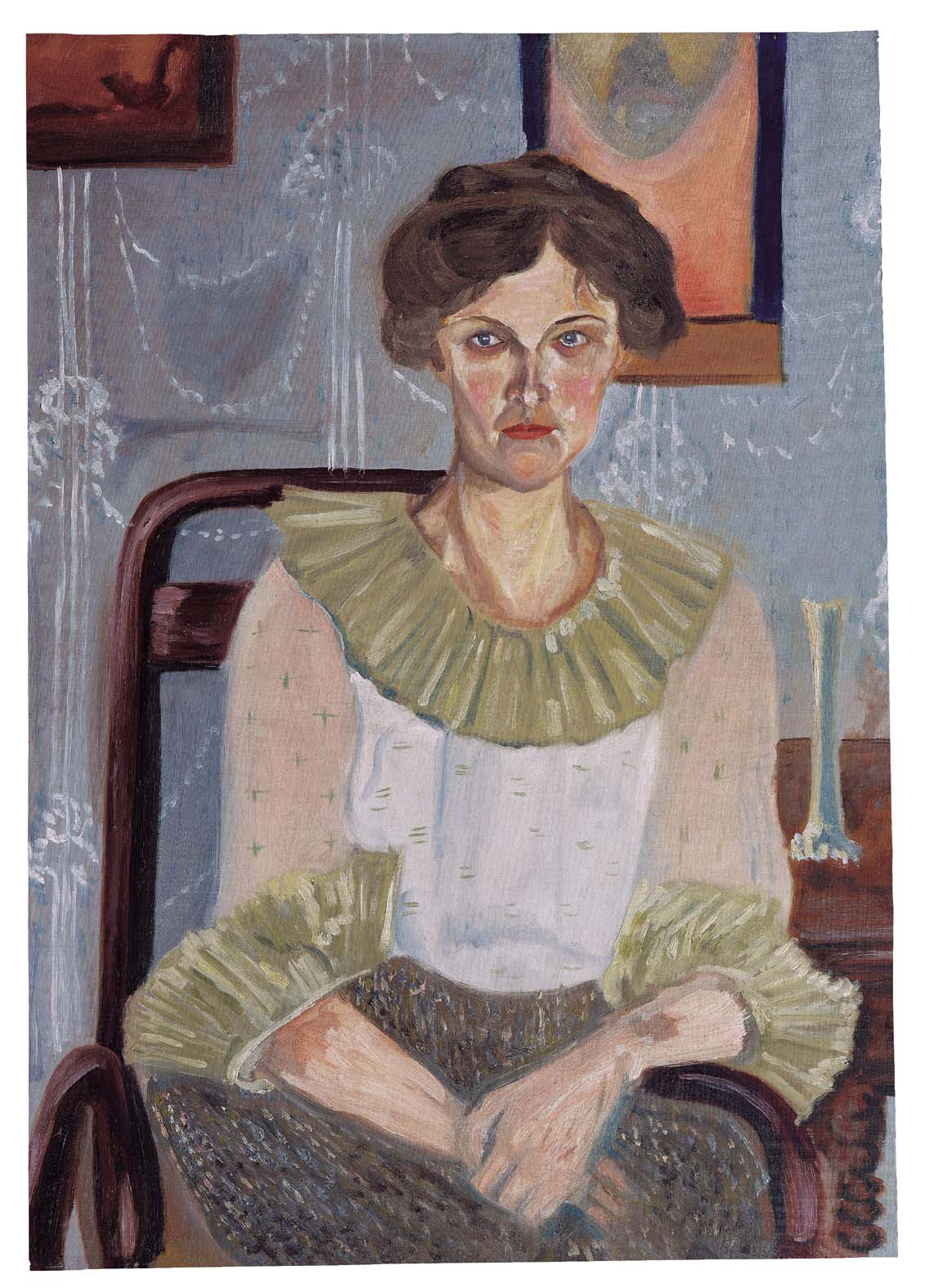
Helene Nahowski-Berg, 1910
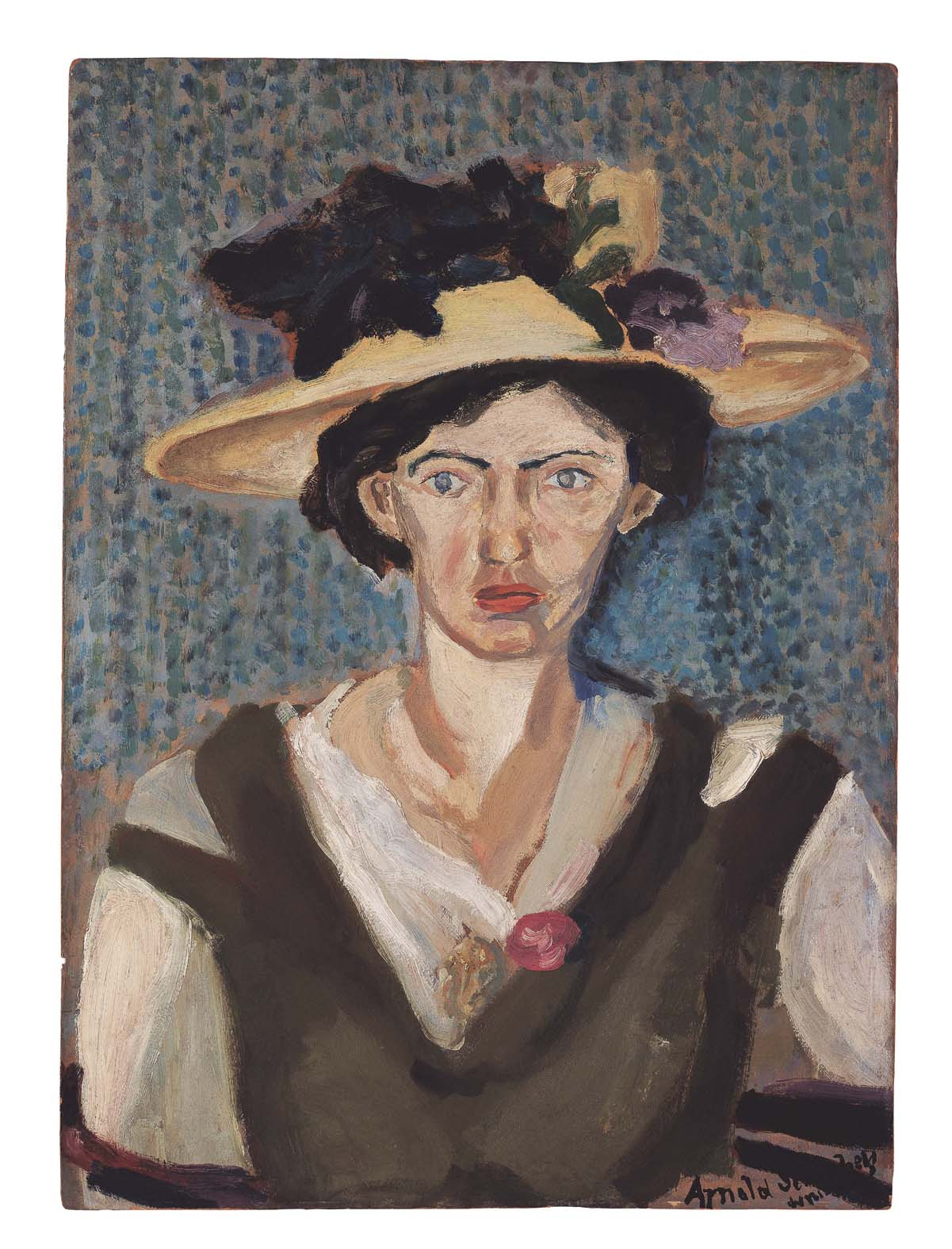
Mizzi Pappenheim, 1909

## Catalogo delle opere

### Lavori con numero d'opera
- Op.1 Due canti per baritono
- Op.2 Quattro canti per voce e pianoforte
- Op.3 Sei canti per voce media e pianoforte
- Op.4 Verklärte Nacht per sestetto d'archi
- Op.5 Pelleas und Melisande poema sinfonico per orchestra
- Op.6 Otto canti per voce e pianoforte
- Op.7 Primo quartetto d'archi in re minore
- Op.8 Sei canti per voce e orchestra
- Op.9 Prima Sinfonia da camera per 15 strumenti solisti
- Op.10 Secondo quartetto per archi con voce femminile
- Op.11 Tre pezzi per pianoforte
- Op.12 Due ballate per voce e pianoforte
- Op.13 Friede auf erden per coro misto
- Op.14 Due canti per voce e pianoforte
- Op.15 Il libro dei giardini pensili per voce e pianoforte
- Op.16 Cinque pezzi per orchestra
- Op.17 Erwartung monodramma in un atto su testo di Marie Pappenheim
- Op.18 Die glückliche Hand opera in un atto (1924 al Volksoper Wien)
- Op.19 Sei piccoli pezzi per pianoforte
- Op.20 Herzgewächse per soprano, celesta, arpa e armonium
- Op.21 Pierrot Lunaire 21 melodrammi per voce e strumenti su testo di Albert Giraud
- Op.22 Quattro canti per voce e orchestra
- Op.23 Cinque pezzi per pianoforte
- Op.24 Serenata per baritono e strumenti
- Op.25 Suite per pianoforte
- Op.26 Quintetto per fiati
- Op.27 Quattro pezzi per coro misto
- Op.28 Tre satire per coro misto
- Op.29 Suite per sette strumenti
- Op.30 Terzo quartetto per archi
- Op.31 Variazioni per orchestra
- Op.32 Von heute auf morgen opera comica in un atto su testo di Max Blonda (Gertrud Kölisch)
- Op.33a Pezzo per pianoforte
- Op.33b Pezzo per pianoforte
- Op.34 Musica d'accompagnamento per una scena cinematografica per orchestra
- Op.35 Sei pezzi per coro maschile
- Op.36 Concerto per violino e orchestra
- Op.37 Quarto quartetto per archi
- Op.38 Sinfonia da camera n.2
- Op.39 Kol Nidre per orchestra
- Op.40 Variazioni su un recitativo per Organo
- Op.41 Ode a Napoleone Buonaparte su testo di Byron per voce recitante e quartetto d'archi
- Op.42 Concerto per pianoforte ed orchestra
- Op.43a Tema e variazioni per banda
- Op.43b Tema e variazioni per orchestra
- Op.44 Preludio al Genesi per orchestra
- Op.45 Trio per archi
- Op.46 Un sopravvissuto di Varsavia per voce recitante ed orchestra
- Op.47 Fantasia per violino e pianoforte
- Op.48 Tre canti per voce grave
- Op.49 Tre canti popolari per coro misto
- Op.50a Dreimal Tausend Jahre per coro misto
- Op.50b Salmo 130 (De profundis) per coro misto a 6 voci
- Op.50c Moderner Psalm per voce recitante, coro misto e orchestra

### Lavori senza numero d'opera
- Gurrelieder per soli coro e orchestra
- Lied der Waldtaube (dai Gurrelieder) per voce e strumenti
- Suite per orchestra d'archi
- Moses und Aron opera in tre atti (il terzo atto non è stato musicato)
- Die Jakobsleiter per voce, coro e orchestra
- Sei pezzi per pianoforte a quattro mani, 1894
- Canti per il Kabaret
- Quartetto d'archi in re maggiore
- CANONI

### Orchestrazioni ed arrangiamenti
- Concerto per quartetto d'archi e orchestra
- Concerto per violoncello ed orchestra
- Tre cantate folk per coro misto a cappella
- Quattro cantate folk tedesche per voce e pianoforte
- Johann Sebastian Bach: "SCHMUECKE DICH, O LIEBE SEELE",per orchestra
- Johann Sebastian Bach: "KOMM, GOTT, SCHOEPPER, HEILIGER GEIST" per orchestra
- Johann Sebastian Bach: Preludio e fuga in mi bemolle maggiore per orchestra
- Johannes Brahms: Quartetto per pianoforte in sol minore, op.25 per orchestra
- Johann Carl Gottfried Loewe: Der Nock per orchestra
- Strauss: Emperor Waltz per flauto, clarinetto, quartetto d'archi e pianoforte
- Strauss: Roses From The South
- Luigi Denza: Funiculì funiculà per clarinetto, chitarra, mandolino, violino, viola e violoncello

## Discografia
- Pelleas und Melisande, John Barbirolli, New Philharmonia Orchestra, Angel
- Kammersymphonie n.2 op.38, Pierre Boulez, Domaine Musicale Ensemble, Ades
- Drei Klavierstücke, Glenn Gould, Columbia
- Verklärte Nacht per sestetto d'archi op.11, Daniel Barenboim, English Chamber Orchestra, Electrola
- Pierrot Lunaire, Pierre Boulez, von C. Schäfer, Deutsche G (Universal), 1998
- Ode to Napoleon Buonaparte, Robert Craft, The Fred Sherry Quartet, Jeremy Denk piano, Naxos
- 5 pezzi per orchestra, Antal Doráti, London Symphony Orchestra
- Suite fur Klavier, John Fied, Period
- Suite op.29, Craft Ensemble, Columbia
- Streichquartett n.3 op.30, Kohon Quartett, DGG
- Fantasia per violino e piano op.47, Duo modern, Colosseum
- Moderner Psalm, Pierre Boulez, Domaine Musical Ensemble, Everest
- Concerto per violino e orchestra op.36, Zvi Zeitlin, Symphonie Orchester des Bayerischen Rundfunks, Rafael Kubelík, DGG 416779, 1972
- Concerto per pianoforte e orchestra op.42, Alfred Brendel, Symphonie Orchester des Bayerischen Rundfunks, Rafael Kubelík, DGG 416779, 1972
- Ein Überlebender aus Warschau - Un sopravvissuto di Varsavia, Wiener Philharmoniker, Claudio Abbado, [...], DG 1993

## Scritti di Arnold Schönberg
- Trattato di armonia (tit. or. Harmonielehre, Leipzig-Wien 1911), edizione italiana originale pubblicata da il Saggiatore, Milano 1963 in 2 voll., Luigi Rognoni (a cura di), traduzione di Giacomo Manzoni.
- Leggere il cielo. Diari (1912, 1914, 1923), edizione italiana pubblicata da il Saggiatore, Milano 2016.
- Funzioni strutturali dell'armonia (tit. or. Structural Functions of Harmony, Los Angeles 1939); edizione italiana originale pubblicata da il Saggiatore, Milano 1967, Luigi Rognoni (a cura di), traduzione di Giacomo Manzoni.
- Stile e Idea. Saggi critici di musicologia, tr. it., Milano, Feltrinelli, 1975.
- Il Pensiero Musicale e la logica, tecnica e arte della sua presentazione, edizione italiana Casa Editrice Astrolabio 2011, pag.340, ill. con 16 tavole fuori testo.
- Gustav Mahler (contiene: il testo della conferenza tenuta a Praga da Schönberg nel marzo 1912; un articolo di Werner Hofmann; alcune lettere scritte da Schönberg indirizzate a Mahler), traduzione italiana di Luigi Pestalozza, edito da SE, Milano 2007.
- Modelli per principianti in composizione, G. Schirmer Inc New York 1943.
- Esercizi preliminari di contrappunto, a cura di Leonard Stein;  St. Martin's Press, New York 1964.
- Fondamenti di composizione musicale, a cura di Gerald Strang, con introduzione di Leonard Stein, St. Martin's Press, New York 1967.